# Cochabamba (departement)
Cochabamba is een van de negen departementen van Bolivia. Het heeft een oppervlakte van 55.631 km² en
1.758.143 inwoners (2012). Met een dichtheid van 32 inwoners per vierkante kilometer is het tevens het dichtstbevolkte departement van Bolivia. De hoofdstad van het departement is Cochabamba.
Cochabamba grenst in het oosten aan Santa Cruz, in het zuiden aan Chuquisaca en Potosí, aan Oruro en La Paz in het westen en in het noorden aan Beni.

## Bestuurlijke indeling
Het departement is verdeeld in 16 provincies. Achter elke provincie wordt de hoofdplaats genoemd.
| Nr.                                     | Provincie       | Inwoners | Oppervlakte | Gemeenten | Hoofdplaats | Inwoners |
| --------------------------------------- | --------------- | -------- | ----------- | --------- | ----------- | -------- |
| 1                                       | Arani           | 18.444   | 506 km²     | 2         | Arani       | 9.504    |
| 2                                       | Arque           | 20.630   | 1.077 km²   | 2         | Arque       | 487      |
| 3                                       | Ayopaya         | 54.408   | 9.620 km²   | 3         | Ayopaya     | 23.658   |
| 4                                       | Bolívar         | 7.279    | 413 km²     | 1         | Bolívar     | 7.279    |
| 5                                       | Capinota        | 29.659   | 1.495 km²   | 3         | Capinota    | 19.477   |
| 6                                       | Carrasco        | 135.097  | 15.045 km²  | 6         | Totora      | 11.898   |
| 7                                       | Cercado         | 630.587  | 391 km²     | 6         | Cochabamba  | -        |
| 8                                       | Chapare         | 262.845  | 12.445 km²  | 3         | Sacaba      | 169.494  |
| 9                                       | Esteban Arce    | 37.152   | 1.245 km²   | 4         | Tarata      | 8.242    |
| 10                                      | Germán Jordán   | 34.342   | 305 km²     | 3         | Cliza       | 6.534    |
| 11                                      | Mizque          | 35.586   | 2.730 km²   | 3         | Mizque      | 26.900   |
| 12                                      | Narciso Campero | 35.763   | 5.550 km²   | 3         | Aiquile     | 26.281   |
| 13                                      | Punata          | 54.409   | 850 km²     | 5         | Punata      | 28.707   |
| 14                                      | Quillacollo     | 335.393  | 720 km²     | 5         | Quillacollo | 138.988  |
| 15                                      | Tapacarí        | 24.595   | 1.500 km²   | 1         | Tapacarí    | -        |
| 16                                      | Tiraque         | 41.954   | 1.739 km²   | 2         | Tiraque     | 21.231   |
| Bron: Inwoners van de provincies (2012) |                 |          |             |           |             |          |

| Detailkaart |
| ----------- |
|             |
| Provincies  |

Beni · Chuquisaca · Cochabamba · La Paz · Oruro · Pando · Potosí · Santa Cruz · Tarija